# Sinningia tubiflora
Sinningia tubiflora är en tvåhjärtbladig växtart som först beskrevs av William Jackson Hooker, och fick sitt nu gällande namn av Karl Fritsch. Sinningia tubiflora ingår i släktet Sinningia och familjen Gesneriaceae. Inga underarter finns listade i Catalogue of Life.